# Montgellafrey
Montgellafrey ist eine Commune déléguée mit 87 Einwohnern (Stand 1. Januar 2022) in der Gemeinde Saint François Longchamp im Département Savoie in der Region Auvergne-Rhône-Alpes (vor 2016 Rhône-Alpes). Sie gehörte zum Arrondissement Saint-Jean-de-Maurienne und zum Kanton Saint-Jean-de-Maurienne (bis 2015 La Chambre). Die Einwohner werden Taimonins genannt.
Mit Wirkung vom 1. Januar 2017 wurden die ehemaligen Gemeinden Montaimont und Montgellafrey mit Saint-François-Longchamp fusioniert und so eine Commune nouvelle gleichen Namens geschaffen, die jedoch zur besseren Unterscheidung ohne Bindestriche geschrieben wird.

## Geographie
Montgellafrey liegt etwa 40 Kilometer südöstlich von Chambéry.

## Bevölkerungsentwicklung
| Jahr                      | 1962 | 1968 | 1975 | 1982 | 1990 | 1999 | 2006 | 2013 |
| Einwohner                 | 266  | 194  | 150  | 89   | 78   | 77   | 68   | 65   |
| Quelle: Cassini und INSEE |      |      |      |      |      |      |      |      |

## Sehenswürdigkeiten
- Kirche Saint-Théodule, seit 1944 Monument historique

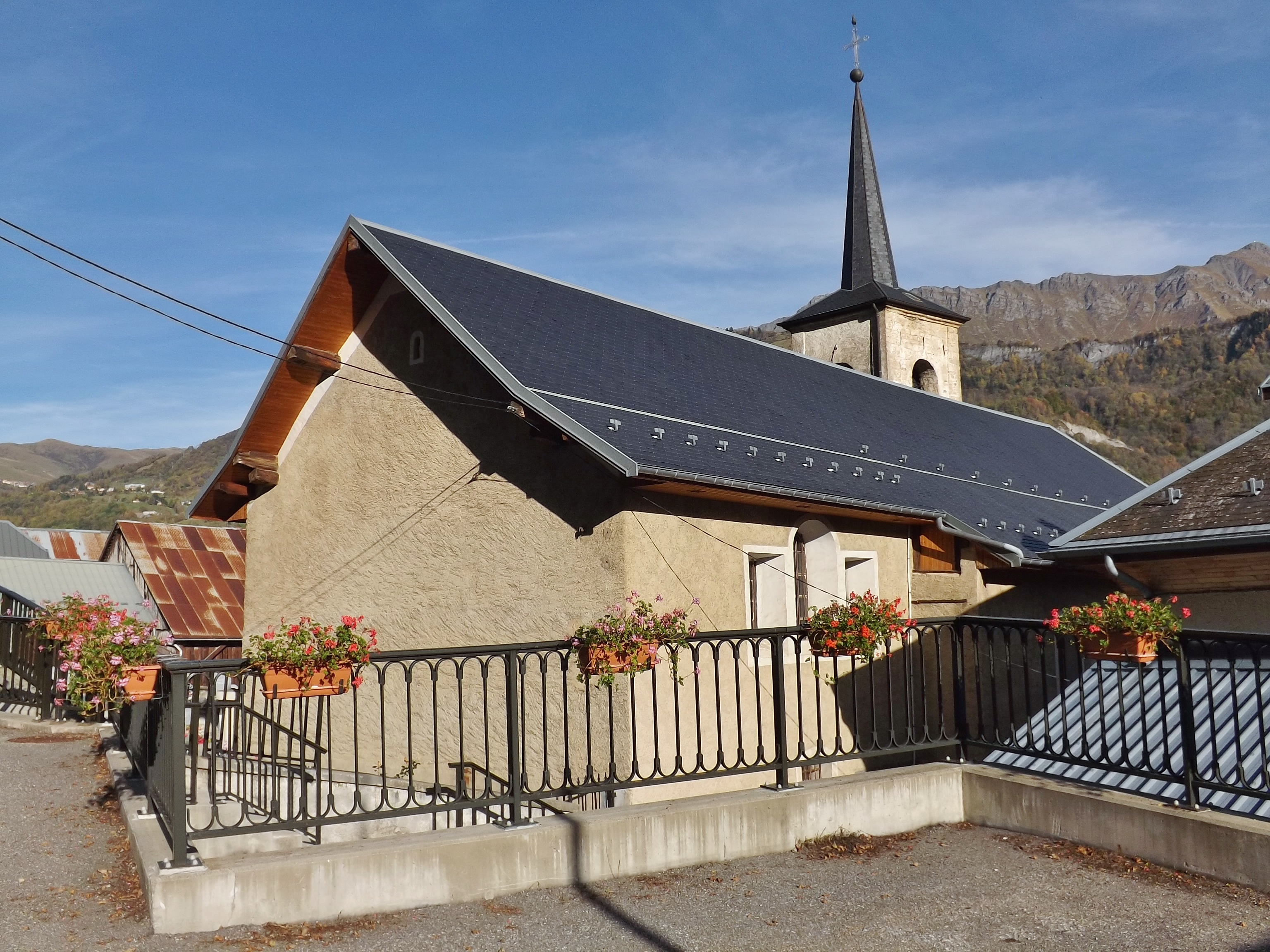
Kirche Saint-Théodule

- Kapelle Les Charmettes